# Mikronesisk stare
Mikronesisk stare (Aplonis opaca) är en fågel i familjen starar inom ordningen tättingar.

## Utseende och läte
Mikronesisk stare är en rätt stor stare med kort stjärt. Fjäderdräkten är helt svart med grönaktig glans. Ögat är ljusgult. Ungfågeln är ljusgrå under och varmare brun ovan, med bärnstesfärgat öga. Bland lätena hörs mestadels visslande, gurglande och tjippande ljud.

## Utbredning och systematik
Mikronesisk stare förekommer som namnet avslöjar i Mikronesien i västra Stilla havet. Den delas in i sju underarter med följande utbredning:
- Aplonis opaca opaca – Kosrae (Karolinerna)
- Aplonis opaca anga – Chuuk, Ulithi, Fais, Wolea, Ifalik och intilliggande Karolinerna
- Aplonis opaca kurodai – Yap (Karolinerna)
- Aplonis opaca ponapensis – Pohnpei (Karolinerna)
- Aplonis opaca aenea – Marianerna (Alamagan, Pagan, Agrihan och Asunción)
- Aplonis opaca guami – Marianerna (Guam, Rota, Tinian och Saipan)
- Aplonis opaca orii – Palau

## Status och hot
Arten har ett stort utbredningsområde, men tros minska i antal, dock inte tillräckligt kraftigt för att den ska betraktas som hotad. Internationella naturvårdsunionen IUCN listar arten som livskraftig (LC).